# ラグー郡
座標: 北緯6度51分50秒 東経99度48分9秒 / 北緯6.86389度 東経99.80250度
ラグー郡（ラグーぐん）はタイ南部サトゥーン県の郡の一つ。

## 歴史
ラグー郡はサトゥーン県の設置当初からあった三郡のうちの一つ。当初はトゥンワー郡の管轄下の分郡であった。1910年代トゥンワー郡の胡椒生産が衰退すると、多くの住民はラグー分郡の農場に移住した。1930年政府はその経済的変化に鑑みて行政構造改革に乗り出し、ラグー分郡を郡に昇格させ、トゥンワー郡を分郡に降格させた。
当初7つのタムボンで構成されていたが、1940年に5つのタムボンに減少した。1978年8月1日、6番目のタムボンとしてタムボン・カオカーオ を新設した。

## 地理
ラグー郡は北から時計回りにトゥンワー郡、マナン郡、クワンカーロン郡、ターペー郡と接する。西はアンダマン海に面する。
郡の海岸部の大部分および数島の島嶼はペートラー諸島海洋公園に属する。

## 行政区分
ラグー郡は6つのタムボンに分かれ、さらにその下位に64の村（ムーバーン）がある。郡内には1つのテーサバーン（自治体）がある。テーサバーンタムボン・カムペーンはタムボン・カムペーンの一部を管理している。それ以外のそれぞれのタムボンはタムボン行政体により行政が行われている。
| No. | 名                     | タイ語 | 村数 | 人口   |
| --- | ---------------------- | ------ | ---- | ------ |
| 1.  | タムボン・カムペーン   | กำแพง  | 12   | 16,915 |
| 2.  | タムボン・ラグー       | ละงู    | 18   | 19,796 |
| 3.  | タムボン・カオカーオ   | เขาขาว | 7    | 6,020  |
| 4.  | タムボン・パークナーム | ปากน้ำ  | 11   | 9,757  |
| 5.  | タムボン・ナームプット | น้ำผุด   | 6    | 7,982  |
| 6.  | タムボン・レームソン   | แหลมสน | 10   | 3,463  |

## 注・出典
1. ↑  “ประกาศกระทรวงมหาดไทย เรื่อง ย้ายสับเปลี่ยนที่ว่าการอำเภอ” (Thai). Royal Gazette 47 (0 ก):  193. (1930-09-14).
2. ↑  La-ngu police station"ข้อมูลทั่วไป"
3. ↑  “ประกาศกระทรวงมหาดไทย เรื่อง ตั้งและเปลี่ยนแปลงเขตตำบลในท้องที่อำเภอละงู จังหวัดสตูล” (Thai). Royal Gazette 95 (95 ง):  2966–2968. (September 12 1978).